# Христо Гюрков
Христо Коцев Гюрков е български революционер, деец на Вътрешната македоно-одринска революционна организация.

## Биография
Христо Гюрков е роден на 2 март 1868 година в Щип, тогава в Османската империя. В 1890 година завършва българската гимназия в Солун и става учител в Щип и на други места. Влиза във ВМОРО. В 1897 година при Винишката афера е задържан и измъчван от властите. В 1904 година е касиер на Щипския околийски революционен комитет. Учителства в Щип до около 1906 година. По-късно преподавав Тетово и Скопие.
В началото на август 1909 година участва в учредителния конгрес на Съюза на българските учители в Отоманската империя.
Към 1912 година е преподавател в Скопското българско свещеническо училище.
След Междусъюзническата война емигрира в България. В 1914 година е назначен за учител в село Върбово, Станимашко.
Баща е на революционерите Йордан Гюрков и Панче Гюрков.